# Sociedade Brasileira de Lentes de Contato, Córnea e Refratometria
A SOBLEC foi criada 1971, sendo sociedade médica constituída por Oftalmologistas e tem foco nas orientações de correto uso das lentes de contato, córnea, superfície ocular e refração (em destaque óculos) destinada aos pacientes e educação aos médicos atuantes na especialidade e no caminho formativo.
História de atuação
A Sociedade Brasileira de Lentes de Contato, Córnea e Refratometria (SOBLEC), sucessora da Sociedade Brasileira de Lentes de Contato, fundada em 1971 durante o Congresso Brasileiro de Oftalmologia em Campinas, cujos atos constitutivos foram registrados em 14.08.1972 no Estado do Rio de Janeiro, e em São Paulo em 11.12.1986 no 3º Cartório de Registro Civil de Pessoas Jurídicas, sob o nº 90.263, de ora em diante designada pela sigla SOBLEC, é, nos termos do artigo 53 a 61 do Código Civil Brasileiro, Lei 10.406 de 10.01.2002, associação de caráter científico e cultural, com fins não econômicos, com prazo de duração indeterminado, com sede e foro na capital do estado de São Paulo, constituída por ilimitado número de associados, médicos legalmente licenciados que se interessam pelo estudo de lentes de contato, da refratometria, da córnea e das doenças a elas inerentes, que se rege pelo presente estatuto e pelas leis aplicáveis.
Missão
Incentivar e ampliar o conhecimento da Oftalmologia para médicos e pacientes nas áreas de lentes de contato, córnea, refratometria e no cuidado da saúde ocular com segurança, excelência científica e inovações tecnológicas que tornem seu conteúdo acessível, dinâmico e útil.
Visão
Ser a referência em conhecimento sobre lentes de contato, córnea, refratometria e cuidados com a saúde ocular para o médico e para a comunidade
Valores
Comprometimento com: Conhecimento, Excelência, Confiança, Colaboração, Ética
Presidentes por gestão:
2024-2025 Dra. Regina Noma
2022-2023 Dr. Rodrigo Godinho
2020-2021 Dra. Tania Mara Cunha Schaefer
2018-2019 Dr. Ramon Coral Ghanem
2015-2017 Dr. Cleber Godinho
2013-2015 Dr. Newton Kara José
2011-2013 Dr. César Lipener
2009-2011 Dra. Tania Mara Cunha Schaefer
2007-2009 Dra. Tania Mara Cunha Schaefer
2005-2007 Dr. Nilo Holzchuh
2003-2005 Dr. Nicomedes Ferreira Filho
2001-2003 Dr. Hamilton Moreira
1999-2001 Dr. Adamo Lui Netto
1997-1999 Dr. Paulo Ricardo de Oliveira
1995-1997 Dr. Paulo Ricardo de Oliveira
1993-1995 Dra. Cleusa Coral Ghanem
1991-1993 Dr. Newton Kara José
1989-1991 Dr. Ricardo Uras
1987-1989 Dra. Saly Moreira
1985-1987 Dr. Nilo Holzchuh
1983-1985 Dr. Ari de Souza Pena
1981-1983 Dr. Orestes Miraglia Junior
1979-1981 Dr. Newton Kara José
1976-1979 Dr. Ari de Souza Pena
1974-1976 Dr. Tadeu Cvintal
1972-1974 Dr. Gilberto Lima de Arruda
Links:
Site da SOBLEC
Oftalmologista Responde
Guia do usuário de lente de contato
Newton Kara-José
1. ↑  Oliveira, Paulo (15 de dezembro de 1996). «Sociedade Brasileira de Lentes de Contato e Córnea-SOBLEC». Conselho Brasileiro de Oftalmologia. Arquivos Brasileiros de Oftalmologia. 59 (6): 640. Consultado em 15 de dezembro de 1996 Verifique data em: |acessodata= (ajuda)